# Réunion des bibliothèques nationales
La Réunion des bibliothèques nationales était un établissement public français fondé en 1926 et supprimé en 1977, qui avait pour but de rassembler plusieurs bibliothèques publiques.

## Création
Le rapprochement de certaines bibliothèques parisiennes avait été initié par un décret du 29 août 1923 qui créait un comité consultatif commun à la Bibliothèque nationale, à la bibliothèque Mazarine, à la bibliothèque Sainte-Geneviève et à la bibliothèque de l'Arsenal. 
Cependant, le décret du 18 juin 1925 attribuait la personnalité morale à la seule Bibliothèque nationale. Un des objectifs de la décision de 1926 est donc de combiner la souplesse de l'établissement public et les avantages du rapprochement des bibliothèques. 
Le décret du 28 décembre 1926 sur la nouvelle organisation des bibliothèques nationales de Paris est complété par deux décrets rendus le même jour, dont le premier supprime et remplace plusieurs emplois de fonctionnaires, notamment pour remplacer des bibliothécaires par des assistants de bibliothèques, et le deuxième permet au ministre de l'Instruction publique de transférer des fonctionnaires d'une bibliothèque à l'autre au sein de la Réunion. 
La réunion est ensuite organisée par un règlement d'administration publique du 18 septembre 1927.

## Bibliothèques rattachées à la Réunion
Le périmètre de la réunion a été modifié à plusieurs reprises. 
Au moment de la création, la réunion comprenait : 
- la Bibliothèque nationale ;
- la bibliothèque de l'Arsenal ;
- la bibliothèque Mazarine ;
- la bibliothèque Sainte-Geneviève ;
- la bibliothèque et musée de la Guerre, devenue Bibliothèque de documentation internationale contemporaine en 1934.

En 1928 et 1930 respectivement, la bibliothèque et musée de la Guerre et la bibliothèque Sainte-Geneviève sont retirées de la Réunion et confiées à la chancellerie des universités de Paris. Prenant un statut universitaire, elles deviennent après 1968 des bibliothèques interuniversitaires d'Île-de-France. 
En revanche, trois nouvelles bibliothèques sont ajoutées à la Réunion : en 1935, la bibliothèque-musée de l'Opéra et la bibliothèque du Conservatoire de Paris, puis, en 1938, le Centre de documentation économique. 
En 1945, la bibliothèque Mazarine et le centre de documentation économique sont retirés de la Réunion. La Réunion des bibliothèques nationales tend à se confondre avec la Bibliothèque nationale, d'autant que les bibliothèques qui restent membres de la Réunion sont peu à peu intégrées à la BN elle-même : la bibliothèque de l'Arsenal forme un des départements de la BN, tandis que celles du Conservatoire et de l'Opéra sont intégrées au département de la musique. Lors de sa dissolution par le décret no 77-1274 du 19 novembre 1977, la Réunion correspondait à la Bibliothèque nationale dans ses différents départements.

## Organisation
La Réunion des bibliothèques nationales de Paris est un établissement public assez classique, placé sous la tutelle du ministre de l'Instruction publique. 
Un comité consultatif réunit les directeurs des bibliothèques qui font partie de la Réunion. Pour la Bibliothèque nationale, outre l'administrateur général (président du comité), les conservateurs ainsi que le secrétaire-trésorier font partie de la délégation. Le directeur de l'enseignement supérieur au ministère de l'Instruction publique est aussi membre de ce comité. 
Par ailleurs, le conservateur de la bibliothèque de l'université de Paris fait partie de ce comité, mais avec voix consultative seulement. 
Le conseil d'administration comprend : 
- les membres du comité consultatif (sauf le conservateur de la bibliothèque de l'université de Paris) ;
- un député et un sénateur ;
- un conseiller d'État et un conseiller maître à la cour des comptes ;
- un représentant du ministère des Finances ;
- les deux inspecteurs généraux des bibliothèques et des archives ;
- quatre personnalités qualifiées.

Le directeur de l'enseignement supérieur préside le conseil d'administration. 